# 乌赫那·呼日勒苏赫
乌赫那·呼日勒苏赫（發音：[oχˈnaɟiŋ ˈxuɾɘ̆ɬsux]；1968年6月14日—），蒙古国政治家，生于乌兰巴托市，自2017年起就任蒙古国总理。2021年1月21日，因在COVID-19疫情中防控工作的失敗而辭職，但於同年6月的總統大選中勝選，當選為蒙古國第6任總統。

## 生平
呼日勒苏赫于1968年生于乌兰巴托市。1989年毕业于蒙古高等军事学校。1994年毕业于国家行政发展研究所（Institute for Development of State Administration）。1994年在东京、1998年在广岛学习行政及议会课程，2000年毕业于蒙古国立大学法律高等学院。
1991年至1996年，在蒙古人民革命党中央委员会出版及信息部任职。此后在蒙古人民革命党中央委员会的青年发展中心任董事长。1994年至1996年，任蒙古人民革命党的国家大呼拉尔委员的青年事务助理。1997年至1999年，任蒙古民主社会主义青年联盟主席。
2000年，他作为蒙古人民革命党候选人，在肯特省第51选区当选国家大呼拉尔委员。2000年11月进入蒙古人民革命党小呼拉尔。2001年3月进入蒙古人民革命党领导委员会，2005年12月连任，但在2007年10月未能连任。2001年8月，再度被任命为蒙古民主社会主义青年联盟主席。在2004年国家大呼拉尔选举中，他作为蒙古人民革命党候选人继续在肯特省第51选区当选国家大呼拉尔委员。2004年至2006年，担任蒙古国部长，主管紧急状况（救灾），一直任至2006年1月。2006年1月，转任蒙古国部长，主管技术监督。2007年11月，该职位被总理桑吉·巴亚尔取消。2005年6月，被选入蒙古人民革命党小呼拉尔，2007年10月再度当选。2007年8月，据称他是左派力量联盟（Left Forces Association）领导人，以在刚度过难关后推进其政治生涯。他并未参加2008年的国家大呼拉尔选举。
2008年12月，乌赫那·呼日勒苏赫取代云登·奥特根巴亚尔出任蒙古人民革命党中央委员会总书记。2012年，由于在大选中失利，蒙古人民革命党中央委员会主席苏赫巴托尔·巴特包勒德及总书记呼日勒苏赫均引咎辞职。
2014年，成为赛汗比勒格内阁的副总理，2015年遭到罢免。2016年，成为额尔登巴特内阁的副总理。2017年8月23日，30名蒙古人民党国家大呼拉尔委员联名提议解除总理额尔登巴特的职务。2017年9月7日，国家大呼拉尔以多数票赞成的结果，解除了总理额尔登巴特的职务，同时宣布解散政府。额尔登巴特领导的政府转为看守政府。2017年9月25日，蒙古人民党召开第二十七届九中全会，会议于9月26日凌晨提名看守政府副总理呼日勒苏赫为蒙古国新任总理人选。2017年10月4日，国家大呼拉尔秋季例会举行第一次全体会议，任命看守政府副总理呼日勒苏赫为蒙古国第30任总理。
2020年6月24日，蒙古人民黨再度於大選中贏得壓倒性大勝，他也成功連任總理。
2021年1月卸任總理職務，同年5月獲人民黨提名參選總統。6月9日正式當選總統。

## 外部連結
- 乌赫那·呼日勒苏赫的Instagram帳戶